# Ab Daw
Ab Daw (Āb Daw) is een dorp in de Afghaanse provincie Badachsjan.